# Jorrit Faassen
Jorrit Joost Faassen, né le 24 février 1980 à Leiderdorp au Pays-Bas. Jorrit Faassen est un homme d'affaires néerlandais.

## Biographie

### Jeunesse
Jorrit Faassen est né le 24 février 1980 à Leiderdorp aux Pays-Bas, aîné des deux fils de Jozef Faassen et Felicitas van de Stadt, son père était officier de marine à Willemstad (Curaçao) jusqu'en 1986, colonel dans les années 1990, puis chef de service dans la Marine royale néerlandaise,.
Jorrit est le neveu du peintre néerlandais Casper Faassen.
Il a étudié l'architecture à l'Université des sciences appliquées de La Haye et a obtenu son diplôme en 2004.

### Carrière
Le 15 avril 2006, il s'installe à Moscou où il était directeur chez Stroytransgaz (en) mais quitte ce poste pour occuper un poste de direction en 2007 chez Gazprombank ou il ne travaille plus. Il était vice-président de MEF Audit, un groupe de conseil russe, jusqu'à la mi-2015, lorsque MEF Audit a retiré son nom de son site Web.

### Vie privée

#### Maria Vorontsova
En 2005, Faassen a rencontré Maria Vorontsova lors d'une soirée costumée à De twee heeren (« Deux messieurs ») à Maastricht.
Pendant l'été 2008, Jorrit Faassen a épouse Maria Vorontsova, la fille aînée du président russe Vladimir Poutine, à Wassenaar aux Pays-Bas,. Jorrit et Maria ont un fils, né en août 2012 aux Pays-Bas.
En 2013, ils vivaient dans un penthouse au sommet du plus haut immeuble résidentiel de Voorschoten au Pays-Bas; ils vivaient dans le quartier de Crimée de Voorschoten avec des voisins craignant pour leur sécurité à la suite de ce qui était arrivé à Matvey Urin,.
En 2014, des résidents néerlandais ont demandé l'expulsion de Vorontsova du pays après que le vol 17 de Malaysia Airlines a été abattu en Ukraine.
En 2022, il a été rapporté que Jorrit Faassen et Maria Vorontsova ne sont plus mariés. En 2015, ils auraient vécu à Moscou.

#### Agression par Matvey Urin
Le 14 novembre 2010, le long de l'autoroute Rublevskoye près de Moscou, Jorrit a été battu par quatre gardes du corps du banquier russe Matvey Urin, copropriétaire de Trado-Bank, ancien directeur de Breeze Bank et associé à quatre autres banques moscovites, qui ont toutes fait faillite par la suite. Une demi-heure après cet incident, Matvey Urin fut arrêté puis incarcéré à la prison de la Boutyrka et perdit par la suite sa fortune et ses vastes possessions. Matvey Urin a été condamné à une peine de 8,5 ans de prison et a été libéré en septembre 2018. Après le passage à tabac, Jorrit Faassen aurait déclaré qu'il ne voulait plus jamais remettre les pieds dans un pays aussi gangrené et lui et Maria Vorontsova auraient pris des vacances en Nouvelle-Zélande.